# Setge de Tarragona (1641)
El Setge de Tarragona de 1641 fou una de les campanyes de la Guerra dels Segadors.

## Antecedents
La primavera del 1640, Francesc de Tamarit fou empresonat acusat de no facilitar les lleves i els allotjaments. Camperols revoltats van entrar a Barcelona el 22 de maig i el posaren en llibertat. El 7 de juny del mateix any, en el Corpus de Sang, grups de segadors entren de nou a la ciutat i fou assassinat el virrei de Catalunya Dalmau III de Queralt.
El setembre, l'exèrcit de Felip IV va ocupar Tortosa amb l'aliança senyorial catalana i del bisbe de la ciutat, que, com la totalitat dels bisbes que ocupaven les seus catalanes, era políticament reialista. L'ocupació fou seguida d'una duríssima repressió contra el poble revoltat. El 17 de gener de 1641, davant l'alarmant penetració de l'exèrcit castellà, Pau Claris al capdavant de la Generalitat de Catalunya, proclamà la República Catalana, amb l'adhesió de la burgesia urbana descontenta per la pressió fiscal, acordant una aliança politicomilitar amb França. Per obtenir l'ajuda, es posava Catalunya sota l'obediència de Lluís XIII de França. Pocs dies després, amb l'ajuda de l'exèrcit francès, la Generalitat obtingué una important victòria militar en la batalla de Montjuïc de 26 de gener del 1641, i les tropes castellanes es retiraven a Tarragona, on Pedro Fajardo de Zúñiga y Requesens seria substituït per Federico Colonna.
Poc més tard moria Pau Claris, i la difícil situació local i internacional, dugué a la Generalitat a proclamar comte de Barcelona i sobirà de Catalunya al rei Lluís XIII, i l'inici d'una ofensiva per recuperar tot el territori català.
El 20 de febrer entrava a Barcelona el mariscal Philippe de La Motte Houdancourt amb 8 regiments de cavalleria (El seu propi: La Mothe-Houdancourt, Boissac, Mérinville, Chapelle-Ballou, Bussy de Vaires, Aubais, Linars, Saint Simon (només 3 companyies)) i 7 companyies de gendarmes (Schomberg, Comte d'Alais, Arpajon, Ambres, Carces i Saint-Géran). Seguien a aquestes tropes 13 regiments d'infanteria (Lyonnois, Lesguidières, Halincourt, Ladouze, Rébé, Polignac, Languedoc, Montpeyroux, Montagnac, Roquelaure i Galères, Vaisseaux i Provence (embarcats a la flota de Sourdis) amb 10.000 homes.

## El setge
El 4 de maig de 1641 l'estol francès d'Henri d'Escoubleau de Sourdis es presentà davant de Tarragona, transportant el regiment de Provence i part del de Galères i inicià el bloqueig de la ciutat amb les tropes de terra de Philippe de La Mothe-Houdancourt amb els regiments Lyonnais, Serignan, Mirepoix i Montpeyroux, els de cavalleria de La Mothe-Houdancourt, Aubais, Bussy de Vaires, Boissac, Roches Baritaut i el Terç de Santa Eulàlia dirigit per Pere Joan Rossell, els terços de: la Vegueria de Montblanc, Penedès i camp de Tarragona i el de Manresa, Berga i Gavà i les companyies de cavalleria de fra Enric Joan, Bernat Salvat i Albrtí (Vescomtats de Cabrera i Bas), Francesc Borrell i la d'almogavers de Pau Goday.
Bloquejats a Tarragona quedaven, el Regiment del Conde-Duque o Guardies del Rey (Mestre de Camp Fernando de Ribera), el Terç del Marquès de los Vélez (Mestre de Camp Gonzalez de Tejada), el Terç del Comte d'Orpesa (Mestre de Camp Bernardo de Salazar), el Terç de Morata (Mestre de Camp Luis-Jerónimo de Contreras), el Terç Duque de Medinaceli (Mestre de Camp Pablo de Tilo), el Terç del Duque de Pastrana (Mestre de Camp Diego Carraval o Pedro Cañaveral), el Terç del Prior de Castilla (Mestre de Camp Diego de Guardiola), el Terç del Duque del Infantado (Mestre de Camp Iñigo Pacheco), el Terç de Alfonso Catalaxas (Mestre de Camp Alfonso Catalaxas o Alfonso de Calatayud), el Terç de Lisboa (Mestre de Camp Alvaro de Mexía), el Terç de Simón Mascarenhas, el Terç de Fernando de Tejada y Mendoza, el regiment irlandès Comte de Tyron, el regiment való de Baró de Molinghen i el regiment alemany del Baró de Seebach. A més a més hi havia la següent tropa de cavalleria, regimient Duc de San Jorge (amb la companyia de cavalls de Cristóbal López), la companyia de caballs de Luís de Mendoza, la cavalleria de les Ordres, la Cavalleria de Quiñones (comandada per Alvaro de Quiñones), la cavalleria del Comissari General (Rodrigo de Herrera), la cavalleria de Molonguien i la cavalleria de Felipe Felincher.
Durant els mesos de maig i juny es lluità als voltants de Tarragona: El comboi espanyol que havia sortit a farratjar a la Pineda de Vila-seca fou obligat a retirar-se el 5 de maig, el fort de Salou caigué en poder dels francesos el 9 de maig i la batalla de Constantí va tenir lloc el 13 de maig, convertint aquesta vila en la base d'operacions del setge d'una ciutat que s'havia anat fortificant des de l'arribada de les tropes castellanes en retirada de Barcelona. Josep Margarit i de Biure amb les seves tropes catalanes va vèncer la batalla del Catllar el 10 de juny contra les forces sortides de Tarragona per tal de recollir farratge.
Els 4 i 5 de juliol, l'estol francès que bloquejava Tarragona sostingué un combat naval amb el de García de Toledo, marquès de Fernandina. El 20 d'agost, quan la plaça estava a punt de retre's, arribà a les aigües tarragonines l'estol filipista del duc de Maqueda, superior al francès que va optar per retirar-se a Barcelona. Aquest fet permeté d'aprovisionar la ciutat i provocà la retirada del mariscal La Mothe a Valls. Amb tot, les forces franceses continuaren encerclant Tarragona amb les guarnicions de Constantí, Salou, Vila-seca, Tamariu, Altafulla i Torredembarra.

## Conseqüències
Les tropes franceses i catalanes van intentar consolidar el domini sobre les terres de ponent i el sud de Catalunya assetjant Miravet, atacant Montsó, defensant Lleida i finalment va intentant recuperar Tortosa.
La ciutat de Tarragona tornaria a ser assetjada el 1644.